# Liste der slowakischen Abgeordneten zum EU-Parlament (2024–2029)
Die Liste der slowakischen Abgeordneten zum EU-Parlament (2024–2029) listet alle slowakischen Mitglieder des 10. Europäischen Parlaments nach der Europawahl in der Slowakei 2024 auf.

## Aktuelle Mandatsstärke der Parteien
- RE: 6
- EVP: 1
- ESN: 2
- NI: 6

| Nationale Partei                            | Mandate | Fraktion                                    |
| ------------------------------------------- | ------- | ------------------------------------------- |
| Progresívne Slovensko (PS)                  | 06      | Renew Europe (RE)                           |
| Smer – slovenská sociálna demokracia (Smer) | 05      | fraktionslos                                |
| Hlas – sociálna demokracia (Hlas)           | 01      | fraktionslos                                |
| Hnutie Republika (REP)                      | 02      | Europa der Souveränen Nationen (ESN)        |
| Kresťanskodemokratické hnutie (KDH)         | 01      | Fraktion der Europäischen Volkspartei (EVP) |
| SUMME                                       | 15      |                                             |

## Abgeordnete
| Bild | Name                         | geb. | MEP seit      | Partei | Fraktion | Kommentar                                                               |
| ---- | ---------------------------- | ---- | ------------- | ------ | -------- | ----------------------------------------------------------------------- |
|      | Monika Beňová                | 1968 | 20. Juli 2004 | Smer   | NI       |                                                                         |
|      | Ľuboš Blaha                  | 1979 | 16. Juli 2024 | Smer   | NI       |                                                                         |
|      | Veronika Cifrová Ostrihoňová | 1989 | 16. Juli 2024 | PS     | RE       |                                                                         |
|      | Martin Hojsík                | 1977 | 2. Juli 2019  | PS     | RE       |                                                                         |
|      | Erik Kaliňák                 | 1991 | 16. Juli 2024 | Smer   | NI       |                                                                         |
|      | Ľubica Karvašová             | 1987 | 16. Juli 2024 | PS     | RE       |                                                                         |
|      | Judita Laššáková             | 1978 | 16. Juli 2024 | Smer   | NI       |                                                                         |
|      | Miriam Lexmann               | 1973 | 1. Feb. 2020  | KDH    | EVP      |                                                                         |
|      | Milan Mazurek                | 1994 | 16. Juli 2024 | REP    | ESN      | zunächst fraktionslos; am 22. Januar 2025 der ESN-Fraktion beigetreten. |
|      | Katarína Neveďalová          | 1982 | 30. Dez. 2022 | Smer   | NI       |                                                                         |
|      | Ľudovít Ódor                 | 1976 | 16. Juli 2024 | PS     | RE       |                                                                         |
|      | Branislav Ondruš             | 1973 | 16. Juli 2024 | HLAS   | NI       |                                                                         |
|      | Milan Uhrík                  | 1984 | 2. Juli 2019  | REP    | ESN      |                                                                         |
|      | Michal Wiezik                | 1979 | 2. Juli 2019  | PS     | RE       |                                                                         |
|      | Lucia Yar                    | 1987 | 16. Juli 2024 | PS     | RE       |                                                                         |